# Pouzac
 Pouzac  es una población y comuna francesa, situada en la región de Mediodía-Pirineos, departamento de Altos Pirineos, en el distrito de Bagnères-de-Bigorre y cantón de Bagnères-de-Bigorre.

## Demografía
| 934 | 953 | 1006 | 1031 | 1000 | 1064 | 1111 |
| Para los censos de 1962 a 1999 la población legal corresponde a la población sin duplicidades (Fuente: INSEE [Consultar]) |     |      |      |      |      |      |

## Personas vinculadas
- Gabriel Lafaille, militar.
- Edmond Duplan, cantante.